# Новомлинець Олег Олександрович
Новомли́нець Оле́г Олекса́ндрович  (4 травня 1977 , Семенівка, Чернігівська область ) — український науковець у галузі зварювання та освітній діяч, ректор Національного університету «Чернігівська політехніка».

## Біографія
Олег Новомлинець народився 4 травня 1977 року в місті Семенівка на Чернігівщини. В 1984—1994 роках навчався у Семенівській загальноосвітній школі № 1.
Після закінчення школи вступив до Чернігівського технологічного інституту, який закінчив у 1999 році за спеціальністю «Технологія та устаткування зварювання» та отримав кваліфікацію «інженер-механік».
В 1999—2002 роках навчався в аспірантурі (в 2002—2003 — працював на посаді молодшого наукового співробітника) Інституту електрозварювання імені Євгена Патона НАН України і в 2003 році захистив дисертацію на тему «Розробка технології дифузійного зварювання міді з хромом» та отримав науковий ступінь кандидата технічних наук за спеціальністю «Зварювання та споріднені процеси і технології».
В 2003—2004 — асистент, а в 2004—2008 роках — доцент кафедри зварювального виробництва Чернігівського державного технологічного університету.
В 2008—2009 — декан факультету (2009—2012 — директор центру) післядипломної освіти та підвищення кваліфікації Чернігівського державного технологічного університету.
2012—2014 — проректор з науково-педагогічної та виховної роботи (2014—2015 — проректор з науково-педагогічної роботи та міжнародної діяльності) Чернігівського національного технологічного університету. З 2015 року — перший проректор цього вишу.
В 2018 році на базі Донбаської державної машинобудівної академії захистив докторську дисертацію на тему «Наукові та технологічні основи отримання прецизійних нероз'ємних з'єднань зварюванням тиском» та отримав науковий ступінь доктора технічних наук за спеціальністю «Зварювання та споріднені процеси і технології».
З червня 2020 року — виконувач обов'язків ректора Національного університету «Чернігівська політехніка». 25 листопада 2020 року Олега Новомлинця за результатами голосування вибрано його ректором.

## Наукові інтереси
Сфера наукових інтересів — зварювання в твердій фазі різнорідних матеріалів.
Олег Новомлинець є автором більше 100 наукових праць та 6 патентів на винахід.
Брав участь у виконані 5 прикладних та фундаментальних науково-дослідних робіт Міністерства освіти і науки України та Державного фонду фундаментальних досліджень — № ДР: 0106U000426, 0107U010840, 0108U005081, 0109U000002, 0112U003008. В трьох роботах науковець був відповідальним виконавцем, а в одній — науковим керівником.

## Нагороди
- 2002—2003 — стипендія Президента України
- 2007 — грант Президента України на виконання науково-дослідної роботи
- 2010 — перше місце на обласному конкурсі «Краща науково-технічна розробка регіону»
- 2010 — почесна грамота Чернігівської обласної державної адміністрації
- 2012 — премія Кабінету Міністрів України за особливі досягнення молоді у розбудові України в номінації «за наукові досягнення»[2]
- 2018 — заслужений працівник освіти України[3]